# Oegandees honkbalteam

Vlag van Oeganda.

Het Oegandees honkbalteam is het nationale honkbalteam van Oeganda. Het team vertegenwoordigt Oeganda tijdens internationale wedstrijden. Het Oegandees honkbalteam hoort bij de Afrikaanse Honkbal & Softbal Associatie (AHSA).